# Sankt Georgen an der Stiefing
Sankt Georgen an der Stiefing é um município da Áustria, situado no distrito de Leibnitz, na estado da Estíria. Tem 18,72 km² de área e sua população em 2019 foi estimada em 1.513 habitantes.